# متال مسیحی

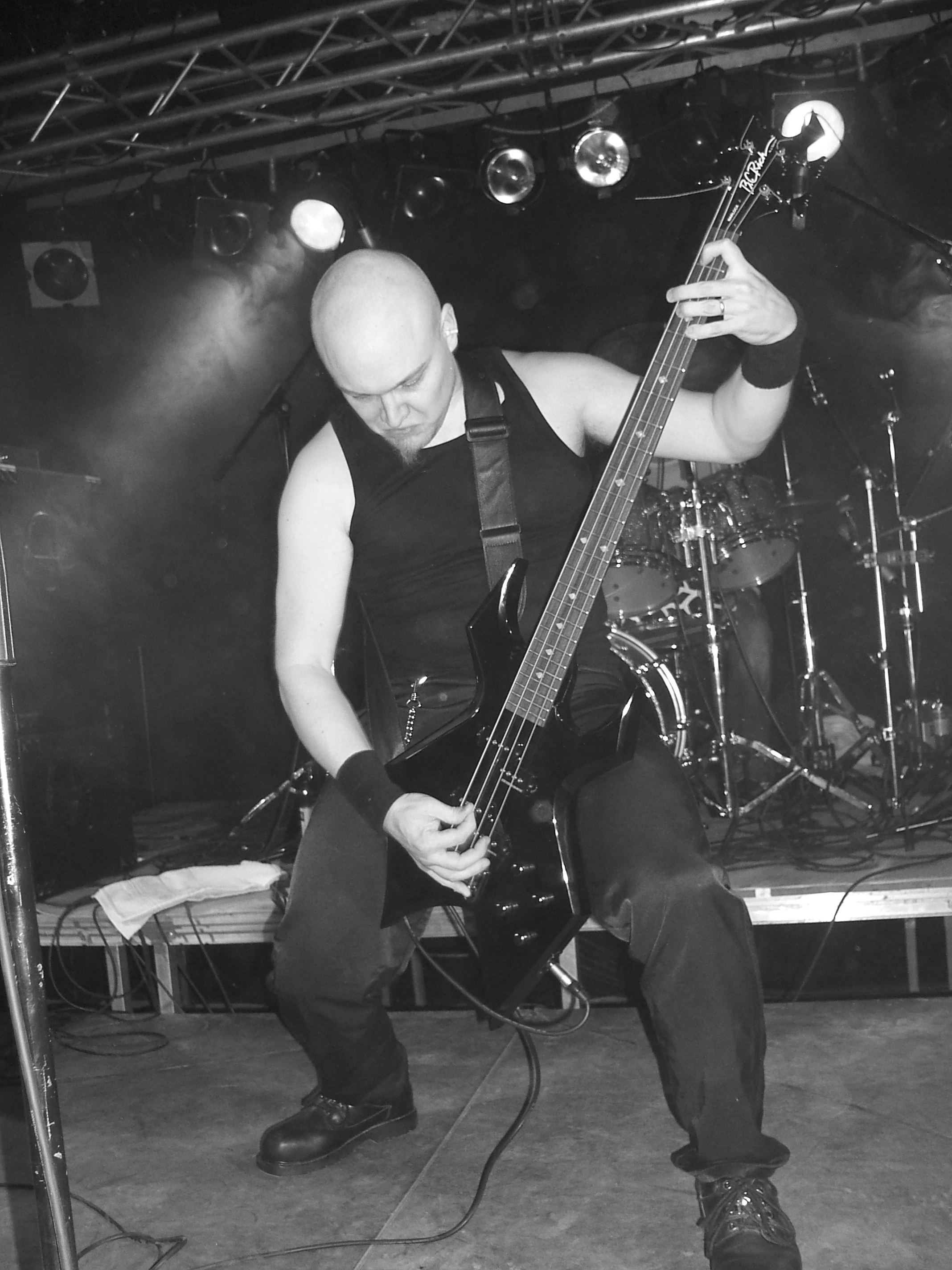
گروه ایمورتال سولز در کنسرت

موسیقی متال مسیحی (به انگلیسی: Christian Metal) سبکی هوی متال است که بیشتر در آمریکا و کانادا و برخی دیگر کشورهای دیگر غربی رواج دارد.
در این نوع موسیقی، وجه تمایز عمدتاً روی خود موسیقی نیست، بلکه روی محتویات و لیرکس‌های آن می‌باشد.

## وجه مشخصه
در موسیقی متال مسیحی، غالباً تمرکز روی لیرکس‌هایی است که در مدح مسیح و تثلیث و دیگر نمادهای دین مسیحیت می‌باشد. به‌طور نمونه، گروه متال مسیحی پی.او.دی. در ترانه Alive خطاب به پروردگار می‌گوید:
Every day is a new day, I'm thankful for every breath I take

هر روز روز تازه‌ایست، شاکر هر نَفَسی‌ام که می‌کِشم
I wont take it for granted, So I learn from my mistakes

این [نعمات] را سبک نمی‌شمارم، و از خطاهای گذشته‌ام عبرت می‌گیرم.
So I trust in love, You have given me peace of mind

پس من به عشق معتقدم، ای تویی که به من آرامش خاطر دادی
I feel so alive, for the very first time, I cant deny you.

برای اولین بار چه احساس زندگانی می‌کنم، و وجود ترا نمی‌توانم انکار کنم.
Now that I know you, I could never turn my back away

حال که شناختمت، دیگر نتوانم پشت به تو کنم
Now that I see you, I believe, no matter what they say

حال که دیدمت، ایمان دارم، مهم نیست که بقیه چه بگویند